# 손민철
손민철(孫民哲, 1986년 10월 27일~)은 재일 한국인 축구 선수이다.

## 구단 경력
2018년 FC 류큐에 입단 후 1년째의 종반에 주전 선수로 자리 잡았지지만, 다음 해는 차례를 잃어 2010년 6월 18일에 계약 해지 되었으며, 이후 FC 코리아에서 활약해, 2011년에 관동 축구 리그의 베스트 11에 뽑혔다.

## 국가대표팀 경력
2014년, 조선민주주의인민공화국의 대표팀에 소집되었다.